# Ethnopôle
Le label Ethnopôle (ou Pôle national de recherche et de ressources en ethnologie) est un label officiel français attribué à des institutions culturelles et scientifiques consacrées à la recherche, au patrimoine et à l’action culturelle sur une thématique précise.
Créé en 1996, le label Ethnopôle est accordé par le ministère de la culture pour une durée de 3 à 4 ans renouvelable pour des projets scientifiques et culturels de territoire qui dialoguent entre recherche scientifique et action culturelle.

## Liste des Ethnopôles
En 2022, 12 Ethnopôles se situent sur le territoire français :
- Fabrique de patrimoines en Normandie, à Hérouville-Saint-Clair (Calvados)
- Institut culturel basque, à Ustaritz (Pyrénées-Atlantiques)
- Institut occitan Aquitaine, à Billère (Pyrénées-Atlantiques)
- Centre des musiques traditionnelles Rhône-Alpes, à Villeurbanne (Rhône)
- Centre du patrimoine arménien, à Valence (Drôme)
- Centre français du Patrimoine culturel immatériel, à Vitré (Ille-et-Vilaine)
- Groupe audois de recherche et d’animation ethnographique, à Carcassonne (Aude)
- Maison du patrimoine oral de Bourgogne, à Anost (Saône-et-Loire)
- Musée d’Arts et Traditions populaires, à Champlitte (Haute-Saône)
- Musée départemental Gustave-Courbet, à Ornans (Doubs)
- Musée-prieuré de Salagon, à Mane (Alpes-de-Haute-Provence)
- Centre Intermondes, à La Rochelle (Charente-Maritime)[2],[3],[4]